# Шок (фильм, 1986)
«Под гипнозом» (англ. Mesmerized, иногда «Шок») — фильм-драма режиссёра Майкла Лофлина. Великобритания, 1986 год.

## Сюжет
Новая Зеландия, 1880 год. Викторию, воспитывавшуюся в пансионе для сирот, насильно выдают замуж за Оливера Томпсона, пожилого состоятельного торговца. Он постоянно издевается над своей молодой женой. Тогда Виктория решает убить его при помощи гипноза.

## В ролях
- Джоди Фостер — Виктория
- Джон Литгоу
- Гарри Эндрюс — Оливер Томпсон

## Интересные факты
Другие русские названия — «Заколдованная», «Под гипнозом», «В шоке».